# PowerPC 601
PowerPC 601 to mikroprocesor implementujący (z wyjątkami) założenia architektury PowerPC. Należy do rodziny mikroprocesorów PowerPC pierwszej generacji (G1).

## PowerPC 601

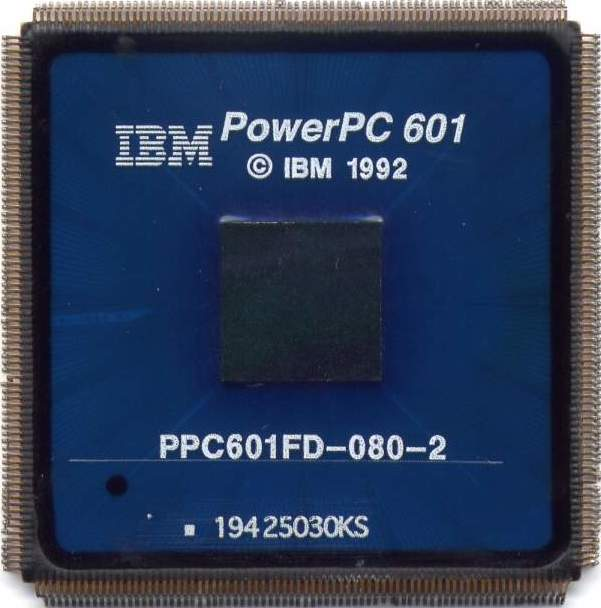
IBM PowerPC 601 80 MHz

- data wprowadzenia na rynek: marzec 1994
- technologia produkcji: 0,60 µm.
- liczba tranzystorów: 2,8 miliona
- powierzchnia układu: 121 mm²
- częstotliwość zegara: 50, 60, 66, 75 lub 80 MHz
- szyna danych: adresowa – 32 bit, danych – 64 bit
- częstotliwość taktowania magistrali: połowa częstotliwości taktowania mikroprocesora
- napięcie zasilania: 3,3 V
- rozmiar pamięci podręcznej: 32 KB
- pobór mocy: 6,5 W przy 50 MHz
- wydajność:
  - 60 MHz: SPECint92: 60 / SPECfp92: 70

## PowerPC 601v

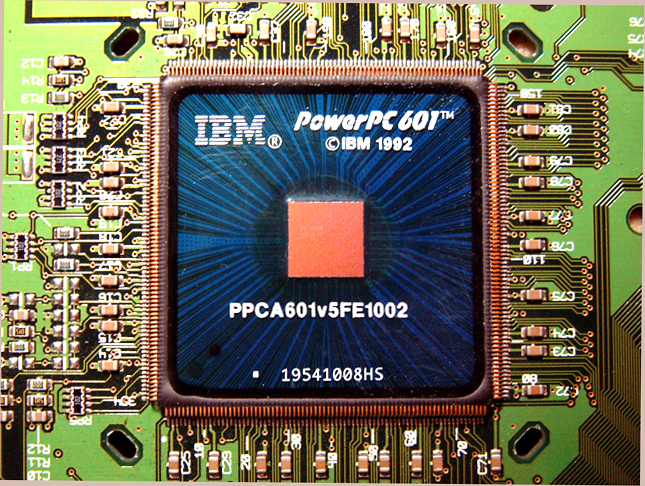
IBM PowerPC 601v 100 MHz

- data wprowadzenia na rynek: październik 1994
- technologia produkcji: 0,50 µm.
- liczba tranzystorów: 2,8 miliona
- powierzchnia układu: 74 mm²
- częstotliwość zegara: 100, 110 lub 120 MHz
- szyna danych: adresowa – 32 bit, danych – 64 bit
- częstotliwość taktowania magistrali: połowa częstotliwości taktowania mikroprocesora
- napięcie zasilania: 2,5 V
- rozmiar pamięci cache: 32 KB